# بني ايدو (واد النعناع)
بني ايدو هي إحدى مشيخات المملكة المغربية، تتبع جغرافيا لإقليم سطات وإداريًا لواد النعناع. يقدر عدد سكانها بـ 4574 نسمة حسب الإحصاء الرسمي للسكان والسكنى لسنة 2004.